# Rådmandshaven
Rådmandshaven er et naturområde i Næstved på Sydsjælland. Den aller sydligste del af området er græs, lige op mod Næstved Kommunes bygninger. Mod vest ligger Susåen og mod øst ligger et boligområde, hvor også Næstved Sygehus er placeret. Mod nord ligger Herlufsholm som ejer Rådmandshaven foruden Friheden i nærheden af Næstved centrum, Stenskoven og Kalbyrisskoven. Disse skove kaldes samlet for Herlufsholmskovene. Rådmandshaven som dækker 57 ha, blev fredet i 1947.
Rådmandshaven er primært løvskov. Som naturtype er skoven karakteriseret som bøgeskov på muld, fugtig egeskov og ellesump. På et højdedrag i midten af skoven findes en samling nåletræer, som er plantet mellem 1891 og 1960. Skoven har stor artsrigdom, og der findes flere meget gamle træer og ellesumpe. Den har været fredet siden 1947. Rådmandshaven har en af Danmarks fineste bestande af almindelig hæg. De fleste af kommunens skove og parker bliver vedligeholdt af Næstved Park & Vej.
Rådmandshaven er en del af Natura 2000 plan område nr. 163 Suså, Tystrup-Bavelse Sø, Slagmosen, Holmegårds Mose og Porsmose.

## Flora og fauna
Mange gamle træer, blandt andet ask, eg og bøg og en underskov af hæg, hassel, hyld, tjørn og benved præger Rådmandshaven. Om foråret dækkes skovbunden af hvid og gul anemone, hulrodet lærkespore og fladkravet kodriver, der tilsammen danner et usædvanlig rigt skovbundsflor.
Vandstær, isfugl og bjergvipstjert – tre fuglearter der er knyttet til rindende vand – findes ofte findes langs Susåen på den strækning, der fører forbi Rådmandshaven, og kan her opleves på nært hold.
Selve skoven huser en række almindelige småfugle som forskellige arter af mejser og spætmejse, der trives godt blandt de gamle træer. Også den store flagspætte er almindelig.

## Pinetum
En del af Rådmandshaven er nåletræsskoven Pinetum på ca. 2,75 ha. Her er store, gamle rødgraner som blev plantet i 1873, og andre nåletræer som er plantet i perioden fra 1891 til ca. 1960. Det er hovedsageligt træer som stammer fra Nordamerika og Østasien, hvoraf nogle er sjældne i Danmark.

## Arrangementer
På græsarealet mod syd blev der i slutningen af 1980'erne afholdt koncertarrangementet Grøn, men det er siden blevet afholdt andre steder i byen. Området har også været brugt til at afholde middelaldermarkeder.